# 布雷波拉萨县
布雷波拉萨县，一译白帕萨县、上不失县，是柬埔寨桔井省下辖的一个县。
据1998年人口普查，此县共有56,757人。